# طاهر بن مسلم
كان طاهر بن مسلم أول أمير من ذرية الحسين بن علي بن أبي طالب للمدينة المنورة.
وهو ابن أبي جعفر مسلم من الجيل التاسع للحسين بن علي. كان أبو جعفر قد هاجر إلى مصر من المدينة المنورة، حيث كان الخط الحسيني بارزًا، وأصبح شخصية مهمة في بلاط الإخشيديين وبعد ذلك الفاطميين. 
في وقت ما بعد وفاة والده بفترة وجيزة عام 976/7، عاد طاهر إلى المدينة المنورة، حيث سرعان ما اعترف به بقية الحسينيين كقائد لهم. اعترف في البداية بالخليفة العباسي الطائع لله لكن الخليفة الفاطمي العزيز بالله أرسل جيشا أجبره على تحويل ولائه للفاطميين بدلاً من ذلك.
وبقي حاكما على المدينة المنورة حتى وفاته عام 992 وخلفه ابنه الحسن. تم خلع خط طاهر واستبداله بالخط الحسيني الجانبي في عام 1007 بقيادة داود في القصيم.